# Ferrovia Moreda-Granada
La ferrovia Moreda-Granada è una linea ferroviaria spagnola il cui percorso insiste interamente sul territorio della provincia di Granada.

## Storia
Per consentire il collegamento di Granada con il resto della Spagna, nel 1870 fu approvata una legge che prevedeva la costruzione di una ferrovia tra Granada e Murcia. La linea fu divisa in due tronconi: Granada-Baza e Baza-Murcia. Il tratto Baza-Murcia fu completato nel 1894, mentre quello Granada-Baza subì numerosi ritardi. La tratta Granada-Baza fu fatta coincidere in parte con la linea in costruzione tra Linares e Almería. Il tratto comune scelto è quello che corre tra le stazioni di Moreda e Guadix, il che rese necessaria la costruzione di un tratto Guadix-Baza e di un altro Moreda-Granada.
Diventata praticamente una diramazione della ferrovia tra Linares e Almería, la linea Moreda-Granada fu assegnata alla stessa impresa di costruzioni, la Compañía de los Caminos de Hierro del Sur de España, nel settembre 1897. La tratta Moreda-Deifontes fu aperta al servizio nel gennaio 1902, seguita dalla tratta Deifontes-Albolote nell'aprile 1903. Dopo il completamento della tratta tra Albolote e Granada, la linea fu aperta all'esercizio nel maggio 1904.